# Championnat de Chypre de football 1962-1963
Navigation
Saison précédente Saison suivante
La saison 1962-1963 du Championnat de Chypre de football était la 25e édition officielle du championnat de première division à Chypre. Les douze meilleurs clubs du pays se retrouvent au sein d'une poule unique, la Cypriot First Division, où ils s'affrontent deux fois, à domicile et à l'extérieur. Le dernier du classement en fin de saison est directement relégué en D2 et il n'y a aucun club promu.
L'Anorthosis Famagouste conserve son titre de champion de Chypre en terminant en tête du championnat cette saison, avec 5 points d'avance sur l'APOEL Nicosie et 10 sur l'Omonia Nicosie. Il s'agit du 6e titre de champion de l'histoire du club, le 5e en six saisons de championnat. L'Anorthosis manque le doublé en s'inclinant face à l'APOEL Nicosie en finale de la Coupe de Chypre. Grâce à ces victoires en compétitions nationales, l'Anorthosis et l'APOEL deviennent les premiers clubs chypriotes à participer aux compétitions européennes.

## Les 12 clubs participants
| - APOEL Nicosie - AEL Limassol - Olympiakos Nicosie - Omonia Nicosie - Aris Limassol - EPA Larnaca | - Alki Larnaca - Pezoporikos Larnaca - Anorthosis Famagouste - Nea Salamina - Apollon Limassol - Orfeas Nicosie |

## Compétition

### Classement
Le barème utilisé pour établir le classement est le suivant :
- Victoire : 2 points
- Match nul : 1 point
- Défaite : 0 point

| Rang | Équipe                  | Pts | J  | G  | N | P  | Bp | Bc | Diff |
| ---- | ----------------------- | --- | -- | -- | - | -- | -- | -- | ---- |
| 1    | Anorthosis Famagouste T | 37  | 22 | 17 | 3 | 2  | 64 | 21 | +43  |
| 2    | APOEL Nicosie C         | 32  | 22 | 13 | 6 | 3  | 49 | 26 | +23  |
| 3    | Omonia Nicosie          | 27  | 22 | 10 | 7 | 5  | 39 | 24 | +15  |
| 4    | Nea Salamina            | 26  | 22 | 9  | 8 | 5  | 56 | 43 | +13  |
| 5    | Olympiakos Nicosie      | 26  | 22 | 12 | 2 | 8  | 47 | 40 | +7   |
| 6    | Pezoporikos Larnaca     | 22  | 22 | 8  | 6 | 8  | 46 | 51 | -5   |
| 7    | EPA Larnaca             | 20  | 22 | 8  | 4 | 10 | 32 | 47 | -15  |
| 8    | Aris Limassol           | 20  | 22 | 8  | 4 | 10 | 40 | 59 | -19  |
| 9    | Apollon Limassol        | 16  | 22 | 5  | 6 | 11 | 46 | 57 | -11  |
| 10   | AEL Limassol            | 13  | 22 | 4  | 5 | 13 | 35 | 42 | -7   |
| 11   | Orfeas Nicosie -1       | 12  | 22 | 5  | 3 | 14 | 26 | 45 | -19  |
| 12   | Alki Larnaca            | 12  | 22 | 5  | 2 | 15 | 33 | 58 | -25  |

|  | Qualification pour la Coupe des clubs champions 1963-1964                              |
|  | Qualification pour la Coupe des Coupes 1963-1964                                       |
|  | Relégation directe en deuxième division                                                |
|  | T : Tenant du titre C : Vainqueur de la Coupe de Chypre P : Promu de deuxième division |

- L'Orfeas Nicosie reçoit une pénalité d'un point pour une raison inconnue. Le club est relégué en fin de saison en lieu et place de l'Alki Larnaca (décision à déterminer).

## Bilan de la saison
| Championnat de Chypre de football 1962-1963 |                                  |
| Champion                                    | Anorthosis Famagouste (6e titre) |
| Coupes et trophées                          |                                  |
| Vainqueur de la Coupe de Chypre 1962-1963   | APOEL Nicosie                    |
| Vainqueur de la Supercoupe de Chypre        | Anorthosis Famagouste            |
| Qualifications continentales                |                                  |
| Coupe des clubs champions 1963-1964         | Anorthosis Famagouste            |
| Coupe des Coupes 1963-1964                  | APOEL Nicosie                    |
| Promotions et relégations                   |                                  |
| Promus en Cypriot First Division            | Aucun                            |
| Relégués en Cypriot Second Division         | Orfeas Nicosie                   |